# Садок (сын Ситалка)
Садок (др.-греч. Σάδοκος) — сын одрисского царя Ситалка.

## Биография
Садок был сыном одрисского царя Ситалка. По мнению Тонева М., Садок родился от первой жены царя, не позднее 450 года до н. э. Скорее всего, Садок носил также имена Ситалка — по отцу и Тереса — по деду. Хотя, возможно, что у Ситалка было ещё двое сыновей.
В 431 году до н. э. Ситалк вступил с Афинами в союз и выступил на их стороне в ходе Пелопоннесской войны. За это его сын получил афинское гражданство, о чём упоминал в своей комедии «Ахарняне» и Аристофан:

А сын его, которого в афиняне
Мы здесь произвели, колбас аттических
Поесть желает и помочь отечеству
Просил отца. И тот клялся за выпивкой
Помочь такою ратью, что афиняне
Воскликнут: «Саранча идет во множестве».

По замечанию Златковской Т. Д., по всей видимости, Садок лишь немногим уступал по степени влияния своему двоюродному брату Севту. Так афиняне в 430 году до н. э. именно к Садоку в целях соблюдения интересов «его второй родины» обратились по вопросу задержания пелопоннесских дипломатов, направлявшихся в Персию для переговоров с Артаксерксом I о предоставлении военной и финансовой помощи против Афин. Согласно Фукидиду, послы были схвачены и выданы по распоряжению Садока, действовавшего при этом совершенно самостоятельно. Хотя Геродот в своем повествовании об этом эпизоде упоминает только имя самого Ситалка. Скорее всего, подконтрольные Садоку территории находились в юго-восточной Фракии, рядом с черноморскими проливами.
Однако после смерти Ситалка царём стал не его Садок, а Севт. Некоторые исследователи объясняют это тем, что Севт был сыном старшего из сыновей Тереса, поэтому играл первостепенную роль ещё во время правления своего дяди Ситалка. Другие учёные, например, Тодоров Я., обращают внимание на содержание письма македонского царя Филиппа II афинянам, в котором они обвиняются в заключении союза с убийцей афинского гражданина Ситалка. По всей видимости, речь идёт об убийстве именно Садока, совершённом, возможно, по распоряжению его двоюродного брата. Свобода Г. высказал предположение о том, что из-за усиления при царском дворе сил, враждебных Афинам, Садок утратил свое влияние.